# 印奇
印奇（1988年—），生于安徽芜湖 ，籍贯江苏，旷视科技联合创始人兼首席执行官。

## 生平
2003年，以芜湖市中考“裸分状元”，考入芜湖市第一中学省理科实验班。2006年，于安徽省芜湖市第一中学毕业，进入清华大学计算机科学实验班（姚班）。2010年，从清华大学毕业，在微软亚洲研究院参与研发人脸识别引擎。2011年10月，同唐文斌和杨沐合伙，创办旷视科技有限公司。2013年，赴美国哥伦比亚大学深造，攻读3D相机方向博士学位，后中断学业。

## 荣誉
2016年，入选了福布斯“30名30岁以下”亚洲青年领袖名单。